# Josep Llorà i Casademunt
Josep Llorà i Casademunt(Cervià de Ter, 10 de juny del 1890 - Mataró, 17 de gener del 1939) va ser un músic i compositor català, director de la Banda Municipal de Mataró.

## Biografia
Estudià música a Terrassa, on tingué a Ramon Serrat com a mestre d'harmonia.
Fou instrumentista de tible i violí, així com de fagot i clarinet. Va ser professor de música a l'acadèmia Musical Mariana. Tocà breument a la Cobla Barcelona, i el 1925 era director i tenora de la "Cobla Orquestra Iluro". En fundar-se la Banda Municipal de Mataró el 1929 hi accedeix amb la categoria de sotsdirector, i n'és nomenat director el 1930, càrrec que retingué fins a la mort, just a les acaballes de la guerra civil espanyola. En paral·lel, i aparellat amb els seus càrrecs a la Banda, també exercí de professor de piano, violoncel, contrabaix, interpretació i música de cambra a l'Escola Municipal de Música mataronina (una secció de l'Escola d'Arts i Oficis). Com a compositor, fou autor de 18 sardanes.

## Obres
- Gran Parada, pasdoble per a banda
- La marxa de l'Evalú, per a banda

### Sardanes
- L'aplec de Burriac (1932)
- Costa roja
- Flaires de l'Empordà (1924)
- Infanteta (1926)
- Joventut (1935)
- Marta
- Muntanya amunt (1936)
- Muntanyenca (1932)
- Les noies de Mataró (1923)
- Palestra (1932)
- Plany (1923
- La rondalla de la costa (1922)
- Salutació (1932)
- Sant Jordi mata l'aranya (1924)
- La sardana del ramell
- Sardanista rossa, sardanista Bruna (1924)
- Tardoral (1923)
- Triomf (1923)[4]